# Liège-Bastogne-Liège féminin 2018
La 2e édition du Liège-Bastogne-Liège féminin a lieu le 22 avril 2018. C'est la neuvième épreuve de l'UCI World Tour féminin 2018. Elle est remportée par la Néerlandaise Anna van der Breggen.

## Parcours
Le parcours est identique à celui de l'édition 2017.
| Num | Nom                          | km   | Longueur (m) | Pente moyenne | km de l'arrivée |
| --- | ---------------------------- | ---- | ------------ | ------------- | --------------- |
| 1   | Côte de la Vecquée           | 82,5 | 3 100        | 6,4 %         | 53              |
| 2   | Côte de La Redoute           | 100  | 2 000        | 8,9 %         | 35,5            |
| 3   | Côte de la Roche aux faucons | 116  | 1 300        | 11 %          | 19,5            |
| 4   | Côte de Saint-Nicolas        | 130  | 1 200        | 8,6 %         | 5,5             |

## Équipes
| Équipes féminines professionnelles (23)- Alé Cipollini - Astana Women's - Bepink - Boels Dolmans - BTC City Ljubljana - Canyon-SRAM Racing - Cervélo Bigla - Cylance - Doltcini-Van Eyck Sport - Experza-Footlogix - FDJ-Nouvelle Aquitaine-Futuroscope - Health Mate-Cyclelive Team - Hitec Products-Birk Sport - Lotto Soudal Ladies - Mitchelton-Scott - Movistar Team - Sunweb - Tibco-Silicon Valley Bank - Trek-Drops - Valcar PBM - Virtu - WaowDeals - Wiggle High5 |
| |

## Favorites
Anna van der Breggen, vainqueur l'année précédente et vainqueur du mercredi de la Flèche wallonne, est favorite à propre succession. L'équipe Canyon-SRAM se présente également au départ avec deux sérieuses prétendante au titre avec la vainqueur 2014 Pauline Ferrand-Prévot et la Polonaise, vainqueur du Trofeo Alfredo Binda mais seulement vingt-et-unième à huit, Katarzyna Niewiadoma. Ashleigh Moolman deuxième à Huy, est également à surveiller. La Néerlandaise polyvalente Annemiek van Vleuten et sa coéquipière Amanda Spratt, troisième à l'Amstel Gold Race, sont les meilleurs arguments pour la formation Mitchelton-Scott.

## Récit de la course

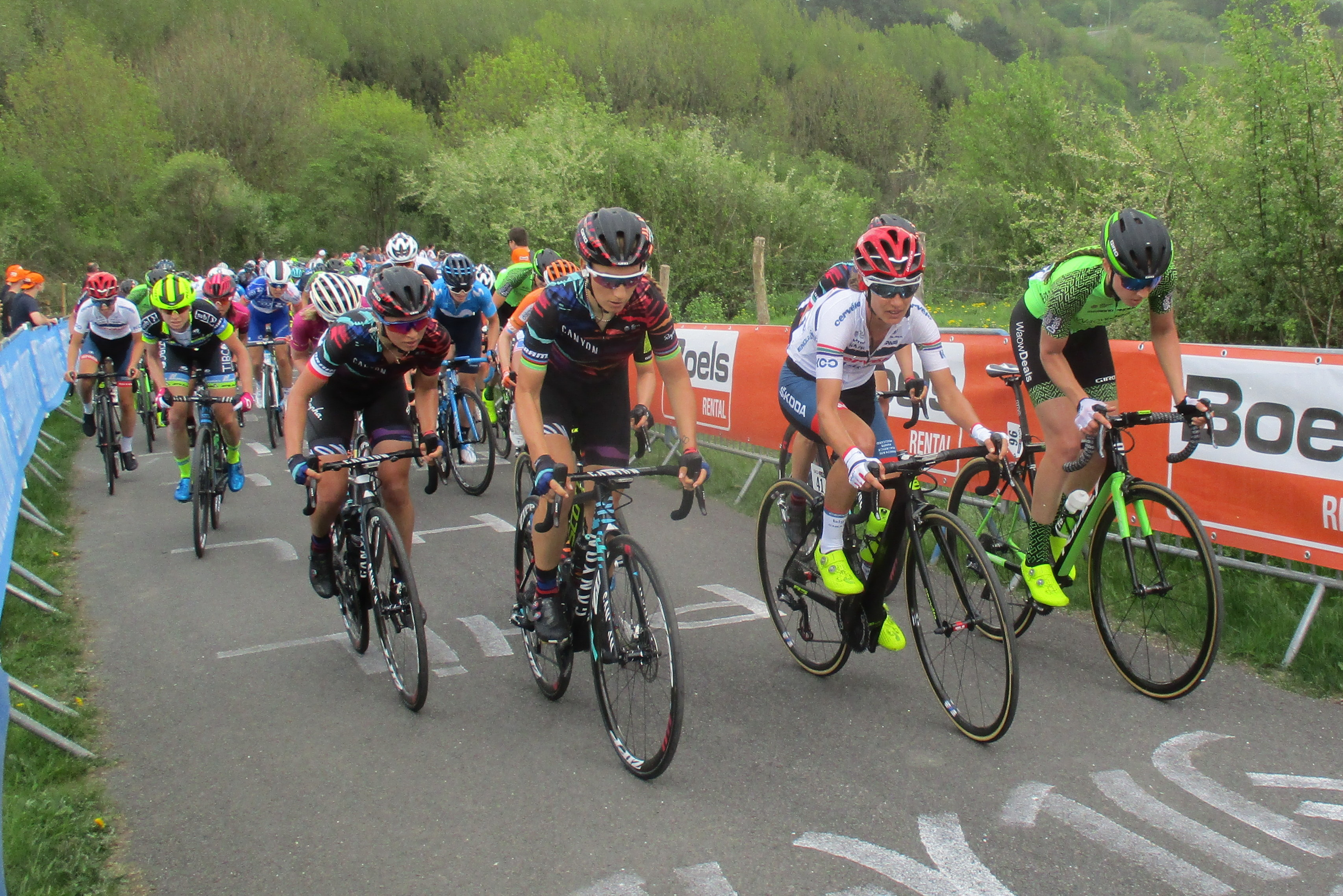
Peloton sur la Côte de la Redoute.

L'échappée matinale part dès le premier kilomètre et est constituée de : Maaike Boogaard, Rachel Neylan et Louise Norman Hansen. Alors que Maaike Boogaard est lâchée, Vita Heine rejoint le groupe. Celui-ci aborde la première difficulté du jour avec un peu plus d'une minute d'avance. Dans la côte de la Vecquée, Vita Heine part seule, mais le peloton est sur ses talons. Julie Van de Velde attaque pour revenir et dépasser la Norvégienne. Son échappée est cependant de courte durée. Dans la côte de la Redoute, la formation Canyon-SRAM est à la manœuvre. Alena Amialiusik est la première à produire un effort. Elle atteint la première le sommet de la montée. Pauline Ferrand-Prévot sort immédiatement après. Elle compte une avance allant jusqu'à quarante secondes. Dans la côte de la Roche-aux-Faucons, Ashleigh Moolman passe à l'offensive. Elle est suivie par Anna van der Breggen et Megan Guarnier puis par Annemiek van Vleuten. Peu après un groupe dix coureuses se forme. Amanda Spratt profite du surnombre pour sortir. Elle est en tête avec cinquante secondes d'avance à dix kilomètres de l'arrivée. Dans la côte de Saint-Nicolas, Anna van der Breggen et Ashleigh Moolman attaquent de nouveau. La Néerlandaise se montre plus forte et revient seule sur l'Australienne à cinq kilomètres de l'arrivée. À la flamme rouge, elle accélère pour aller s'imposer seule. Amanda Spratt est deuxième. Annemiek van Vleuten et Ashleigh Moolman sprintent pour la troisième place et la Néerlandaise se montre plus rapide.

## Classements

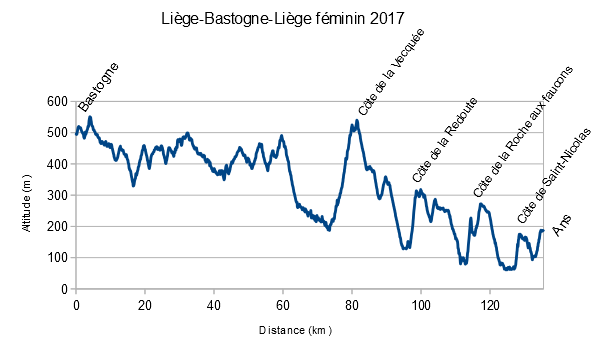
Profil de la course

### Classement final
| \| Classement général \| Classement général \| Classement général \| Classement général \| Classement général \| \| Coureuse \| Coureuse \| Pays \| Équipe \| Temps \| \| ------------------ \| ---------------------- \| ------------------ \| ---------------------------------- \| ------------------ \| \| 1re \| Anna van der Breggen \| Pays-Bas \| Boels Dolmans \| 3 h 34 min 23 s \| \| 2e \| Amanda Spratt \| Australie \| Mitchelton-Scott \| + 6 s \| \| 3e \| Annemiek van Vleuten \| Pays-Bas \| Mitchelton-Scott \| + 58 s \| \| 4e \| Ashleigh Moolman \| Afrique du Sud \| Cervélo Bigla \| + 1 min 00 s \| \| 5e \| Ellen van Dijk \| Pays-Bas \| Sunweb \| + 1 min 13 s \| \| 6e \| Sabrina Stultiens \| Pays-Bas \| WaowDeals \| + 1 min 13 s \| \| 7e \| Pauline Ferrand-Prévot \| France \| Canyon-SRAM Racing \| + 1 min 13 s \| \| 8e \| Megan Guarnier \| États-Unis \| Boels Dolmans \| + 1 min 13 s \| \| 9e \| Shara Gillow \| Australie \| FDJ-Nouvelle Aquitaine-Futuroscope \| + 1 min 13 s \| \| 10e \| Rossella Ratto \| Italie \| Cylance \| + 1 min 13 s \| |                        |                |                                    |                 |
| |                        |                |                                    |                 |
| Source : ProCyclingStats |                        |                |                                    |                 |
| Classement général |                        |                |                                    |                 |
| Coureuse | Coureuse               | Pays           | Équipe                             | Temps           |
| 1re | Anna van der Breggen   | Pays-Bas       | Boels Dolmans                      | 3 h 34 min 23 s |
| 2e | Amanda Spratt          | Australie      | Mitchelton-Scott                   | + 6 s           |
| 3e | Annemiek van Vleuten   | Pays-Bas       | Mitchelton-Scott                   | + 58 s          |
| 4e | Ashleigh Moolman       | Afrique du Sud | Cervélo Bigla                      | + 1 min 00 s    |
| 5e | Ellen van Dijk         | Pays-Bas       | Sunweb                             | + 1 min 13 s    |
| 6e | Sabrina Stultiens      | Pays-Bas       | WaowDeals                          | + 1 min 13 s    |
| 7e | Pauline Ferrand-Prévot | France         | Canyon-SRAM Racing                 | + 1 min 13 s    |
| 8e | Megan Guarnier         | États-Unis     | Boels Dolmans                      | + 1 min 13 s    |
| 9e | Shara Gillow           | Australie      | FDJ-Nouvelle Aquitaine-Futuroscope | + 1 min 13 s    |
| 10e | Rossella Ratto         | Italie         | Cylance                            | + 1 min 13 s    |

### UCI World Tour

#### Points attribués
| Position           | 1er | 2e  | 3e  | 4e  | 5e | 6e | 7e | 8e | 9e | 10e | 11e | 12e | 13e | 14e | 15e | 16e à 30e | 31e à 40e |
| Classement général | 200 | 150 | 125 | 100 | 85 | 70 | 60 | 50 | 40 | 35  | 30  | 25  | 20  | 15  | 10  | 5         | 3         |

| Classement par points | Classement par points | Classement par points | Classement par points | Classement par points |
| Coureuse              | Coureuse              | Pays                  | Équipe                | Points                |
| --------------------- | --------------------- | --------------------- | --------------------- | --------------------- |
| 1re                   | Anna van der Breggen  | Pays-Bas              | Boels Dolmans         | 808 pts               |
| 2e                    | Chantal Blaak         | Pays-Bas              | Boels Dolmans         | 538 pts               |
| 3e                    | Amanda Spratt         | Australie             | Mitchelton-Scott      | 520 pts               |
| 4e                    | Ashleigh Moolman      | Afrique du Sud        | Cervélo Bigla         | 465 pts               |
| 5e                    | Amy Pieters           | Pays-Bas              | Boels Dolmans         | 455 pts               |
| 6e                    | Katarzyna Niewiadoma  | Pologne               | Canyon-SRAM Racing    | 415 pts               |
| 7e                    | Jolien D'Hoore        | Belgique              | Mitchelton-Scott      | 405 pts               |
| 8e                    | Marta Bastianelli     | Italie                | Alé Cipollini         | 370 pts               |
| 9e                    | Annemiek van Vleuten  | Pays-Bas              | Mitchelton-Scott      | 360 pts               |
| 10e                   | Chloe Hosking         | Australie             | Alé Cipollini         | 280 pts               |

| Classement par points | Classement par points | Classement par points | Classement par points | Classement par points |
| Coureuse              | Coureuse              | Pays                  | Équipe                | Points                |
| --------------------- | --------------------- | --------------------- | --------------------- | --------------------- |
| 1re                   | Anna van der Breggen  | Pays-Bas              | Boels Dolmans         | 808 pts               |
| 2e                    | Chantal Blaak         | Pays-Bas              | Boels Dolmans         | 538 pts               |
| 3e                    | Amanda Spratt         | Australie             | Mitchelton-Scott      | 520 pts               |
| 4e                    | Ashleigh Moolman      | Afrique du Sud        | Cervélo Bigla         | 465 pts               |
| 5e                    | Amy Pieters           | Pays-Bas              | Boels Dolmans         | 455 pts               |
| 6e                    | Katarzyna Niewiadoma  | Pologne               | Canyon-SRAM Racing    | 415 pts               |
| 7e                    | Jolien D'Hoore        | Belgique              | Mitchelton-Scott      | 405 pts               |
| 8e                    | Marta Bastianelli     | Italie                | Alé Cipollini         | 370 pts               |
| 9e                    | Annemiek van Vleuten  | Pays-Bas              | Mitchelton-Scott      | 360 pts               |
| 10e                   | Chloe Hosking         | Australie             | Alé Cipollini         | 280 pts               |

| Classement du meilleur jeune | Classement du meilleur jeune | Classement du meilleur jeune | Classement du meilleur jeune | Classement du meilleur jeune |
| Coureuse                     | Coureuse                     | Pays                         | Équipe                       | Points                       |
| ---------------------------- | ---------------------------- | ---------------------------- | ---------------------------- | ---------------------------- |
| 1re                          | Sofia Bertizzolo             | Italie                       | Astana Women's Team          | 30 pts                       |
| 2e                           | Liane Lippert                | Allemagne                    | Sunweb                       | 14 pts                       |
| 3e                           | Jeanne Korevaar              | Pays-Bas                     | WaowDeals                    | 14 pts                       |
| 4e                           | Elisa Balsamo                | Italie                       | Valcar PBM                   | 10 pts                       |
| 5e                           | Susanne Andersen             | Norvège                      | Hitec Products-Birk Sport    | 6 pts                        |

| Classement du meilleur jeune | Classement du meilleur jeune | Classement du meilleur jeune | Classement du meilleur jeune | Classement du meilleur jeune |
| Coureuse                     | Coureuse                     | Pays                         | Équipe                       | Points                       |
| ---------------------------- | ---------------------------- | ---------------------------- | ---------------------------- | ---------------------------- |
| 1re                          | Sofia Bertizzolo             | Italie                       | Astana Women's Team          | 30 pts                       |
| 2e                           | Liane Lippert                | Allemagne                    | Sunweb                       | 14 pts                       |
| 3e                           | Jeanne Korevaar              | Pays-Bas                     | WaowDeals                    | 14 pts                       |
| 4e                           | Elisa Balsamo                | Italie                       | Valcar PBM                   | 10 pts                       |
| 5e                           | Susanne Andersen             | Norvège                      | Hitec Products-Birk Sport    | 6 pts                        |

| Classement par équipes aux points | Classement par équipes aux points  | Classement par équipes aux points | Classement par équipes aux points |
| Équipe                            | Équipe                             | Pays                              | Points                            |
| --------------------------------- | ---------------------------------- | --------------------------------- | --------------------------------- |
| 1re                               | Boels Dolmans                      | Pays-Bas                          | 2266 pts                          |
| 2e                                | Mitchelton-Scott                   | Australie                         | 1436 pts                          |
| 3e                                | Canyon-SRAM Racing                 | Allemagne                         | 1180 pts                          |
| 4e                                | Alé Cipollini                      | Italie                            | 830 pts                           |
| 5e                                | Sunweb                             | Pays-Bas                          | 661 pts                           |
| 6e                                | WaowDeals                          | Pays-Bas                          | 654 pts                           |
| 7e                                | Cervélo Bigla                      | Danemark                          | 636 pts                           |
| 8e                                | Wiggle High5                       | Royaume-Uni                       | 500 pts                           |
| 9e                                | Astana Women's                     | Kazakhstan                        | 403 pts                           |
| 10e                               | FDJ-Nouvelle Aquitaine-Futuroscope | France                            | 236 pts                           |

| Classement par équipes aux points | Classement par équipes aux points  | Classement par équipes aux points | Classement par équipes aux points |
| Équipe                            | Équipe                             | Pays                              | Points                            |
| --------------------------------- | ---------------------------------- | --------------------------------- | --------------------------------- |
| 1re                               | Boels Dolmans                      | Pays-Bas                          | 2266 pts                          |
| 2e                                | Mitchelton-Scott                   | Australie                         | 1436 pts                          |
| 3e                                | Canyon-SRAM Racing                 | Allemagne                         | 1180 pts                          |
| 4e                                | Alé Cipollini                      | Italie                            | 830 pts                           |
| 5e                                | Sunweb                             | Pays-Bas                          | 661 pts                           |
| 6e                                | WaowDeals                          | Pays-Bas                          | 654 pts                           |
| 7e                                | Cervélo Bigla                      | Danemark                          | 636 pts                           |
| 8e                                | Wiggle High5                       | Royaume-Uni                       | 500 pts                           |
| 9e                                | Astana Women's                     | Kazakhstan                        | 403 pts                           |
| 10e                               | FDJ-Nouvelle Aquitaine-Futuroscope | France                            | 236 pts                           |

## Liste des participantes
| Légende | Légende                                                                    | Légende | Légende                                                    |
| ------- | -------------------------------------------------------------------------- | ------- | ---------------------------------------------------------- |
| Num     | Dossard de départ porté par le coureur sur ce Liège-Bastogne-Liège         | Pos     | Position à l'arrivée de la course                          |
|         | Indique un maillot de champion national ou mondial, suivi de sa spécialité | NP      | Indique un coureur qui n'a pas pris le départ de la course |
| AB      | Indique un coureur qui n'a pas terminé la course                           | HD      | Indique un coureur qui a terminé la course hors des délais |

| Boels Dolmans DLT              | Boels Dolmans DLT               | Boels Dolmans DLT |
| ------------------------------ | ------------------------------- | ----------------- |
| Num                            | Coureur                         | Pos               |
| 1                              | Anna van der Breggen (NED)      | 1re               |
| 2                              | Chantal Blaak (NED) (route)     | 43e               |
| 3                              | Karol-Ann Canuel (CAN)          | 39e               |
| 4                              | Megan Guarnier (USA)            | 8e                |
| 5                              | Christine Majerus (LUX) (route) | 62e               |
| 6                              | Jip van den Bos (NED)           | AB                |
| Directeur sportif : Danny Stam |                                 |                   |

| Canyon-SRAM Racing CSR          | Canyon-SRAM Racing CSR        | Canyon-SRAM Racing CSR |
| ------------------------------- | ----------------------------- | ---------------------- |
| Num                             | Coureur                       | Pos                    |
| 11                              | Katarzyna Niewiadoma (POL)    | 14e                    |
| 12                              | Alena Amialiusik (BLR)        | 16e                    |
| 13                              | Elena Cecchini (ITA)          | 28e                    |
| 14                              | Pauline Ferrand-Prévot (FRA ) | 7e                     |
| 15                              | Lisa Klein (GER) (route)      | 63e                    |
| 16                              | Alexis Ryan (USA)             | 60e                    |
| Directeur sportif : Ronny Lauke |                               |                        |

| Mitchelton-Scott MTS           | Mitchelton-Scott MTS           | Mitchelton-Scott MTS |
| ------------------------------ | ------------------------------ | -------------------- |
| Num                            | Coureur                        | Pos                  |
| 21                             | Annemiek van Vleuten (NED)     | 3e                   |
| 22                             | Jessica Allen (AUS)            | AB                   |
| 23                             | Jenelle Crooks (AUS)           | AB                   |
| 25                             | Amanda Spratt (AUS)            | 2e                   |
| 26                             | Georgia Williams (NZL) (route) | 68e                  |
| Directeur sportif : Gene Bates |                                |                      |

| FDJ-Nouvelle Aquitaine-Futuroscope FUT | FDJ-Nouvelle Aquitaine-Futuroscope FUT | FDJ-Nouvelle Aquitaine-Futuroscope FUT |
| -------------------------------------- | -------------------------------------- | -------------------------------------- |
| Num                                    | Coureur                                | Pos                                    |
| 31                                     | Shara Gillow (AUS)                     | 9e                                     |
| 32                                     | Charlotte Bravard (FRA) (route)        | 80e                                    |
| 33                                     | Victorie Guilman (FRA)                 | 45e                                    |
| 34                                     | Évita Muzic (FRA)                      | 47e                                    |
| 35                                     | Rozanne Slik (NED)                     | 42e                                    |
| 36                                     | Moniek Tenniglo (NED)                  | 76e                                    |
| Directeur sportif : Cédric Barre       |                                        |                                        |

| Cervélo Bigla CBT                  | Cervélo Bigla CBT               | Cervélo Bigla CBT |
| ---------------------------------- | ------------------------------- | ----------------- |
| Num                                | Coureur                         | Pos               |
| 41                                 | Ashleigh Moolman (RSA)          | 4e                |
| 42                                 | Ann-Sophie Duyck (BEL)          | 66e               |
| 43                                 | Clara Koppenburg (GER)          | 65e               |
| 44                                 | Cecilie Uttrup Ludwig (DEN)     | 41e               |
| 45                                 | Emma Norsgaard Jørgensen (DEN)  | AB                |
| 46                                 | Nicole Hanselmann (SUI) (route) | AB                |
| Directeur sportif : Thomas Campana |                                 |                   |

| Sunweb SUN                       | Sunweb SUN            | Sunweb SUN |
| -------------------------------- | --------------------- | ---------- |
| Num                              | Coureur               | Pos        |
| 51                               | Ellen van Dijk (NED)  | 5e         |
| 52                               | Lucinda Brand (NED)   | 19e        |
| 53                               | Leah Kirchmann (CAN)  | 48e        |
| 54                               | Juliette Labous (FRA) | 51e        |
| 55                               | Liane Lippert (GER)   | 33e        |
| 56                               | Ruth Winder (USA)     | 15e        |
| Directeur sportif : Koen de Haan |                       |            |

| Alé Cipollini ALE                       | Alé Cipollini ALE      | Alé Cipollini ALE |
| --------------------------------------- | ---------------------- | ----------------- |
| Num                                     | Coureur                | Pos               |
| 61                                      | Janneke Ensing (NED)   | 11e               |
| 62                                      | Mayuko Hagiwara (JPN)  | 73e               |
| 63                                      | Roxane Knetemann (NED) | 83e               |
| 64                                      | Ane Santesteban (ESP)  | 23e               |
| 65                                      | Karlijn Swinkels (NED) | AB                |
| 66                                      | Anisha Vekemans (BEL)  | AB                |
| Directeur sportif : Fortunato Lacquanti |                        |                   |

| Wiggle High5 WHT                | Wiggle High5 WHT                   | Wiggle High5 WHT |
| ------------------------------- | ---------------------------------- | ---------------- |
| Num                             | Coureur                            | Pos              |
| 71                              | Elisa Longo Borghini (ITA) (route) | AB               |
| 72                              | Audrey Cordon (FRA)                | 75e              |
| 73                              | Emilia Fahlin (SWE)                | 67e              |
| 74                              | Lucy Garner (GBR)                  | AB               |
| 75                              | Martina Ritter (AUT) (route)       | 50e              |
| 76                              | Eri Yonamine (JPN) (route)         | 35e              |
| Directeur sportif : Allan Davis |                                    |                  |

| BTC City Ljubljana BTC           | BTC City Ljubljana BTC        | BTC City Ljubljana BTC |
| -------------------------------- | ----------------------------- | ---------------------- |
| Num                              | Coureur                       | Pos                    |
| 81                               | Eugenia Bujak (SLO)           | 18e                    |
| 82                               | Polona Batagelj (SLO) (route) | 40e                    |
| 83                               | Maaike Boogaard (NED)         | AB                     |
| 84                               | Urska Bravec (SLO)            | AB                     |
| 85                               | Urša Pintar (SLO)             | 70e                    |
| Directeur sportif : Gorazd Penko |                               |                        |

| WaowDeals WAD                         | WaowDeals WAD              | WaowDeals WAD |
| ------------------------------------- | -------------------------- | ------------- |
| Num                                   | Coureur                    | Pos           |
| 91                                    | Marianne Vos (NED) (route) | 56e           |
| 92                                    | Jeanne Korevaar (NED)      | 52e           |
| 93                                    | Riejanne Markus (NED)      | 54e           |
| 94                                    | Pauliena Rooijakkers (NED) | 30e           |
| 95                                    | Danielle Rowe (GBR)        | 12e           |
| 96                                    | Sabrina Stultiens (NED)    | 6e            |
| Directeur sportif : Jeroen Blijlevens |                            |               |

| Cylance CPC                        | Cylance CPC                    | Cylance CPC |
| ---------------------------------- | ------------------------------ | ----------- |
| Num                                | Coureur                        | Pos         |
| 101                                | Sheyla Gutierrez Ruiz (ESP)    | AB          |
| 102                                | Kristabel Doebel-Hickok (USA ) | 24e         |
| 103                                | Marcella Toldi (BRA )          | AB          |
| 104                                | Rossella Ratto (ITA )          | 10e         |
| 105                                | Omer Shapira (ISR )            | 38e         |
| 106                                | Lauren Stephens (USA)          | 26e         |
| Directeur sportif : Manel Lacambra |                                |             |

| Virtu TVC                        | Virtu TVC                  | Virtu TVC |
| -------------------------------- | -------------------------- | --------- |
| Num                              | Coureur                    | Pos       |
| 111                              | Katarzyna Pawlowska (POL)  | 36e       |
| 112                              | Louise Norman Hansen (DEN) | AB        |
| 113                              | Christina Siggaard (NOR)   | AB        |
| 114                              | Claudia Koster (NED)       | 53e       |
| 115                              | Doris Schweizer (SUI)      | 78e       |
| Directeur sportif : Carmen Small |                            |           |

| Hitec Products HPU                      | Hitec Products HPU       | Hitec Products HPU |
| --------------------------------------- | ------------------------ | ------------------ |
| Num                                     | Coureur                  | Pos                |
| 121                                     | Tatiana Guderzo (ITA)    | 22e                |
| 123                                     | Charlotte Becker (GER)   | 85e                |
| 124                                     | Vita Heine (NOR) (route) | AB                 |
| 125                                     | Ingrid Lorvik (NOR)      | 34e                |
| Directeur sportif : Tone Lima Hatteland |                          |                    |

| Astana Women's ASA                       | Astana Women's ASA         | Astana Women's ASA |
| ---------------------------------------- | -------------------------- | ------------------ |
| Num                                      | Coureur                    | Pos                |
| 132                                      | Sofia Beggin (ITA)         | AB                 |
| 133                                      | Sofia Bertizzolo (ITA)     | 44e                |
| 134                                      | Natalya Saifutdinova (KAZ) | AB                 |
| 136                                      | Lara Vieceli (ITA)         | 25e                |
| Directeur sportif : Pierangelo Dal Colle |                            |                    |

| Bepink BPK                      | Bepink BPK                    | Bepink BPK |
| ------------------------------- | ----------------------------- | ---------- |
| Num                             | Coureur                       | Pos        |
| 141                             | Erica Magnaldi (ITA)          | 13e        |
| 142                             | Lisa Morzenti (ITA)           | AB         |
| 143                             | Francesca Pattaro (ITA)       | AB         |
| 144                             | Katia Ragusa (ITA)            | AB         |
| 145                             | Maria Vittoria Sperotto (ITA) | AB         |
| 146                             | Silvia Valsecchi (ITA)        | AB         |
| Directeur sportif : Walter Zini |                               |            |

| Trek-Drops DRP                 | Trek-Drops DRP           | Trek-Drops DRP |
| ------------------------------ | ------------------------ | -------------- |
| Num                            | Coureur                  | Pos            |
| 151                            | Kathrin Hammes (GER)     | 55e            |
| 152                            | Eva Buurman (NED)        | 27e            |
| 153                            | Anna Christian (GBR)     | AB             |
| 154                            | Elizabeth Holden (GBR)   | AB             |
| 155                            | Abby-Mae Parkinson (GBR) | 74e            |
| 156                            | Tayler Wiles (USA)       | 37e            |
| Directeur sportif : Bob Varney |                          |                |

| Valcar-PBM VAL                    | Valcar-PBM VAL                  | Valcar-PBM VAL |
| --------------------------------- | ------------------------------- | -------------- |
| Num                               | Coureur                         | Pos            |
| 161                               | Elisa Balsamo (ITA)             | AB             |
| 162                               | Maria Giulia Confalonieri (ITA) | 84e            |
| 163                               | Dalia Muccioli (ITA)            | 71e            |
| 164                               | Asja Paladin (ITA)              | 32e            |
| 165                               | Silvia Pollicini (ITA)          | 79e            |
| 166                               | Chiara Zanettin (ITA)           | 82e            |
| Directeur sportif : Davide Arzeni |                                 |                |

| Lotto Soudal LSL                      | Lotto Soudal LSL          | Lotto Soudal LSL |
| ------------------------------------- | ------------------------- | ---------------- |
| Num                                   | Coureur                   | Pos              |
| 171                                   | Julie Van de Velde (BEL)  | 77e              |
| 172                                   | Isabelle Beckers (BEL)    | AB               |
| 173                                   | Demi de Jong (NED)        | 59e              |
| 174                                   | Annabelle Dreville (FRA)  | 72e              |
| 175                                   | Chantal Hoffmann (LUX)    | AB               |
| 176                                   | Kelly van den Steen (BEL) | 29e              |
| Directeur sportif : Danny Schoonbaert |                           |                  |

| Movistar MOV                   | Movistar MOV                    | Movistar MOV |
| ------------------------------ | ------------------------------- | ------------ |
| Num                            | Coureur                         | Pos          |
| 181                            | Margarita Victoria García (ESP) | AB           |
| 182                            | Alicia Gonzalez (ESP)           | 46e          |
| 183                            | Malgorzata Jasinska (POL)       | 21e          |
| 184                            | Lorena Llamas (ESP)             | AB           |
| 185                            | Rachel Neylan (AUS)             | AB           |
| 186                            | Lourdes Oyarbide (ESP)          | 64e          |
| Directeur sportif : Jorge Sanz |                                 |              |

| Tibco-SVB TIB                     | Tibco-SVB TIB        | Tibco-SVB TIB |
| --------------------------------- | -------------------- | ------------- |
| Num                               | Coureur              | Pos           |
| 191                               | Alison Jackson (CAN) | 17e           |
| 192                               | Lex Albrecht (CAN)   | AB            |
| 193                               | Brodie Chapman (AUS) | 31e           |
| 194                               | Alice Cobb (GBR)     | 58e           |
| 196                               | Emma Grant (GBR)     | AB            |
| Directeur sportif : Edward Beamon |                      |               |

| Doltcini-Van Eyck Sport DVE     | Doltcini-Van Eyck Sport DVE | Doltcini-Van Eyck Sport DVE |
| ------------------------------- | --------------------------- | --------------------------- |
| Num                             | Coureur                     | Pos                         |
| 201                             | Sofie de Vuyst (BEL)        | 20e                         |
| 202                             | Daniela Reis (POR)          | AB                          |
| 203                             | Tetiana Riabchenko (UKR)    | 61e                         |
| 204                             | Marion Sicot (FRA)          | 57e                         |
| 205                             | Lotte van Hoek ( BEL)       | AB                          |
| 206                             | Saartje Vandenbroucke (BEL) | 81e                         |
| Directeur sportif : Marc Bracke |                             |                             |

| Experza-Footlogix EXP            | Experza-Footlogix EXP     | Experza-Footlogix EXP |
| -------------------------------- | ------------------------- | --------------------- |
| Num                              | Coureur                   | Pos                   |
| 211                              | Jessy Druyts (BEL)        | AB                    |
| 212                              | Axelle Dubau-Prévot (FRA) | 69e                   |
| 213                              | Séverine Eraud (FRA)      | AB                    |
| 214                              | Agnieszka Skalniak (POL)  | AB                    |
| 215                              | Nathalie Bex (BEL)        | AB                    |
| 216                              | Sara Mustonen (SWE)       | AB                    |
| Directeur sportif : Davy Wijnant |                           |                       |

| Health Mate-Cyclelive HCT              | Health Mate-Cyclelive HCT     | Health Mate-Cyclelive HCT |
| -------------------------------------- | ----------------------------- | ------------------------- |
| Num                                    | Coureur                       | Pos                       |
| 221                                    | Flávia Oliveira (BRA)         | AB                        |
| 222                                    | Špela Kern (SLO)              | 49e                       |
| 223                                    | Christina Perchtold (AUT)     | AB                        |
| 224                                    | Christina Schweinberger (AUT) | AB                        |
| 225                                    | Kathrin Schweinberger (AUT)   | AB                        |
| 226                                    | Marieke van Witzenburg (NED)  | AB                        |
| Directeur sportif : Patrick van Gansen |                               |                           |

Source.